# Deltakrokodille
Deltakrokodillen (Crocodylus porosus), også kaldet listekrokodillen eller saltvandskrokodillen, er den største af alle nulevende krybdyr og den farligste for mennesker. Den lever i Sydøstasien og i det nordlige Australien.
Voksne hanner er typisk 5 meter lange, men enkelte kan blive 6-7 meter lange og veje mere end 1000 kg. En normal han vejer omkring 450 kg. Hunner er meget mindre end hanner med en længde typisk på 2,5 til 3 meter. Og vejer omkring 300-350kg